# Daddy's Home 2
Daddy's Home 2 (alternativt skriven som Daddy's Home Two) är en amerikansk julkomedifilm från 2017 i regi av Sean Anders, som även har skrivit dess manus tillsammans med John Morris. Filmen är en uppföljare till Daddy's Home från 2015, och har Will Ferrell, Mark Wahlberg, Linda Cardellini, John Cena, John Lithgow och Mel Gibson i huvudrollerna. Den följer förövrigt återigen de två karaktärerna Brad och Dusty, som nu har blivit vänner och samarbetar som både styv- och biologisk pappa åt Dustys två biologiska barn.

## Handling
Efter att ha blivit vänner i den första filmen har Brad (Will Ferrell) och Dusty (Mark Wahlberg) etablerat ett fungerande samföräldraskap för Dustys barn, Dylan och Megan. För att göra barnens jul mer harmonisk beslutar de sig för att fira en gemensam jul tillsammans. Men planerna kompliceras när deras egna pappor, Kurt (Mel Gibson) och Don (John Lithgow), dyker upp.
Kurt, som ogillar den nya familjedynamiken, hyr en stor stuga där hela familjen ska fira julen tillsammans. Hans mål är att så split mellan Brad och Dusty genom att ifrågasätta deras samarbete och maskulinitet. Det uppstår också flera komiska och kaotiska situationer under deras vistelse i den hyrda stugan, såsom att Brad får sig en elchock när han försöker hugga ner vad han tror är en julgran (som egentligen är en mobilmast), att Dons tidigare så hemliga skilsmässa avslöjas under en improvisationsteaterkväll, och att en levande julkrubba spårar ur när barnen blir berusade av äggtoddy och börjar svära.
På juldagen, efter flera konflikter, bestämmer sig familjerna för att åka hem. Men en snöstorm tvingar dem att söka skydd i en biograf. Där, under ett strömavbrott, konfronterar alla sina problem och försonas. Det hela avslutas sedan med att familjerna firar nyår tillsammans i Las Vegas, och Brad får en ny styvfar: den berömda piloten Chesley "Sully" Sullenberger.

## Rollista
| Will Ferrell                 | – Brad Whitaker            |
| Mark Wahlberg                | – Dusty Mayron             |
| John Lithgow                 | – Don Whitaker             |
| Mel Gibson                   | – Kurt Mayron              |
| Linda Cardellini             | – Sara Whitaker            |
| John Cena                    | – Roger                    |
| Scarlett Estevez             | – Megan Mayron             |
| Owen Vaccaro                 | – Dylan Mayron             |
| Alessandra Ambrosio          | – Karen Mayron             |
| Didi Costine                 | – Adrianna                 |
| Bill Burr                    | – Jerry                    |
| Liam Neeson                  | – Sig själv (röst)         |
| Priscilla Manning            | – Ginny Whitaker           |
| Chesley "Sully" Sullenberger | – Sig själv; Brads styvfar |
| Yamilah Saravong             | – Casey                    |
| Daniel DiMaggio              | – Unga Dusty               |